# Brda, Radovljica
Brda este o localitate din comuna Radovljica, Slovenia, cu o populație de 44 de locuitori.